# Torneio Octogonal Rivadavia Corrêa Meyer 1953
Il Torneio Octogonal Rivadavia Corrêa Meyer 1953 è stata la competizione che prese il posto del Torneo Internazionale dei Club Campioni nel 1953.

## Squadre
| N° | Squadra          | Qualificazione                                  | Confederazione | Note     |
| -- | ---------------- | ----------------------------------------------- | -------------- | -------- |
| 1  | Botafogo         | 2° Pequeña Copa del Mundo 1952                  | CONMEBOL       |          |
| 2  | Corinthians      | Campione San Paolo 1952                         | CONMEBOL       |          |
| 3  | Fluminense       | Campione Copa Rio 1952                          | CONMEBOL       |          |
| 4  | Vasco da Gama    | Campione Rio de Janeiro 1952                    | CONMEBOL       |          |
| 5  | San Paolo        | Campione San Paolo 1953                         | CONMEBOL       |          |
| 6  | Olimpia          | 3ª Paraguay 1953                                | CONMEBOL       |          |
| 7  | Nacional         | Campione Uruguay 1952                           | CONMEBOL       | Rinuncia |
| 8  | Sporting Lisbona | Campione Portogallo 1952-1953                   | UEFA           |          |
| 8  | Hibernian        | Campione Scozia 1951-1952 e 2° Scozia 1952-1953 | UEFA           |          |
| 10 | Real Madrid      | Campione Pequeña Copa del Mundo 1952            | UEFA           | Rinuncia |

## Incontri

### Gruppo di Rio de Janeiro
| Data           | Luogo          | Squadre                        |
| -------------- | -------------- | ------------------------------ |
| 7 giugno 1953  | Rio de Janeiro | Vasco da Gama 3 - 3 Hibernian  |
| 13 giugno 1953 | Rio de Janeiro | Botafogo 3 - 1 Hibernian       |
| 14 giugno 1953 | Rio de Janeiro | Vasco da Gama 2 - 1 Fluminense |
| 17 giugno 1953 | Rio de Janeiro | Botafogo 2 - 2 Fluminense      |
| 20 giugno 1953 | Rio de Janeiro | Fluminense 3 - 0 Hibernian     |
| 21 giugno 1953 | Rio de Janeiro | Vasco da Gama 2 - 1 Botafogo   |

#### Classifica finale
| Pos. | Squadra       | G | V | N | P | GF | GS | DR | Punti |
| ---- | ------------- | - | - | - | - | -- | -- | -- | ----- |
| 1    | Vasco da Gama | 3 | 2 | 1 | 0 | 7  | 5  | 2  | 5     |
| 2    | Fluminense    | 3 | 1 | 1 | 1 | 6  | 4  | 2  | 3     |
| 3    | Botafogo      | 3 | 1 | 1 | 1 | 6  | 5  | 1  | 3     |
| 4    | Hibernian     | 3 | 0 | 1 | 2 | 4  | 9  | −5 | 1     |

### Gruppo di San Paolo
| Data           | Luogo     | Squadre                     |
| -------------- | --------- | --------------------------- |
| 7 giugno 1953  | San Paolo | Corinthians 5 - 2 Olimpia   |
| 13 giugno 1953 | San Paolo | San Paolo 4 - 1 Olimpia     |
| 14 giugno 1953 | San Paolo | Corinthians 2 - 1 Sporting  |
| 17 giugno 1953 | San Paolo | San Paolo 4 - 1 Sporting    |
| 20 giugno 1953 | San Paolo | Olimpia 1 - 1 Sporting      |
| 21 giugno 1953 | San Paolo | San Paolo 1 - 1 Corinthians |

#### Classifica finale
| Pos. | Squadra     | G | V | N | P | GF | GS | DR | Punti |
| ---- | ----------- | - | - | - | - | -- | -- | -- | ----- |
| 1    | San Paolo   | 3 | 2 | 1 | 0 | 9  | 3  | 6  | 5     |
| 2    | Corinthians | 3 | 2 | 1 | 0 | 8  | 4  | 4  | 5     |
| 3    | Sporting    | 3 | 0 | 1 | 2 | 3  | 7  | −4 | 1     |
| 4    | Olimpia     | 3 | 0 | 1 | 2 | 4  | 10 | −6 | 1     |

### Semifinali a San Paolo
| Data           | Luogo     | Squadre                            |
| -------------- | --------- | ---------------------------------- |
| 24 giugno 1953 | San Paolo | San Paolo 1 - 0 Fluminense         |
| 28 giugno 1953 | San Paolo | San Paolo 0 - 1 (1 - 0) Fluminense |

### Semifinali a Rio de Janeiro
| Data           | Luogo          | Squadre                         |
| -------------- | -------------- | ------------------------------- |
| 24 giugno 1953 | Rio de Janeiro | Vasco da Gama 4 - 2 Corinthians |
| 28 giugno 1953 | Rio de Janeiro | Vasco da Gama 3 - 1 Corinthians |

## Finali
| Data           | Luogo          | Squadre                       |
| -------------- | -------------- | ----------------------------- |
| 1º luglio 1953 | San Paolo      | San Paolo 0 - 1 Vasco da Gama |
| 4 luglio 1953  | Rio de Janeiro | Vasco da Gama 2 - 1 San Paolo |